# Klarkia nadobna
Klarkia nadobna (Clarkia pulchella Pursh) – gatunek rośliny z rodziny wiesiołkowatych (Onagraceae). Pochodzi z Ameryki Północnej (północna część USA i zachodnia Kanada). Jest uprawiana w wielu krajach świata.

## Morfologia
PokrójRoślina roczna.
LiścieRównowąskie, całobrzegie.
KwiatyRóżnobarwne, przeważnie fioletowe, płatki trójdzielne. Kwitnie od czerwca do sierpnia.

## Zastosowanie
- Roślina ozdobna, uprawiana w ogrodach. W obrębie tego gatunku znajdują się formy pełnokwiatowe oraz formy o kwiatach pojedynczych.